# 哈布斯弱蜥魚
哈布斯弱蜥魚為輻鰭魚綱仙女魚目青眼魚亞目崖蜥魚科的一種，分布於東南太平洋智利海域，屬深海底棲性魚類，深度可達0-600公尺，棲息在底層水域，生活習性不明。

## 擴展閱讀
維基物種上的相關：哈布斯弱蜥魚